# Type 341 (РЛС)
Type 341 — китайская  корабельная РЛС управления стрельбой сдвоенной 37-мм зенитной пушки Type 76А, установленной на ряде фрегатов и эсминцев ВМС КНР. Была заменёна на РЛС Type 347. РЛС относится к первому поколению  радаров управления огнём китайской разработки, используется для управления 30- и 37-мм орудий. Допускает стрельбу по одной цели одновременно из двух орудий. Проектирование началась в 1970 году, завершена в декабре 1974 года. Прототип был изготовлен в мае 1975 года, еще два экземпляра поставлены для дальнейших испытаний в декабре 1979 года. Разработка была завершена в марте 1984 года, а семь месяцев спустя производство было перенесено с 2-го радиозавода в Шанхае на завод 4110 в Гуйчжоу. В 1983 году Type 341 выиграл премию Научных и технических достижений 4-го Министерства машиностроения КНР.

## Технические характеристики
- Диапазон — I;
- Другие названия:
  - RICE LAMP
  - H/LJP-341A